# Militärt ärofylld stad

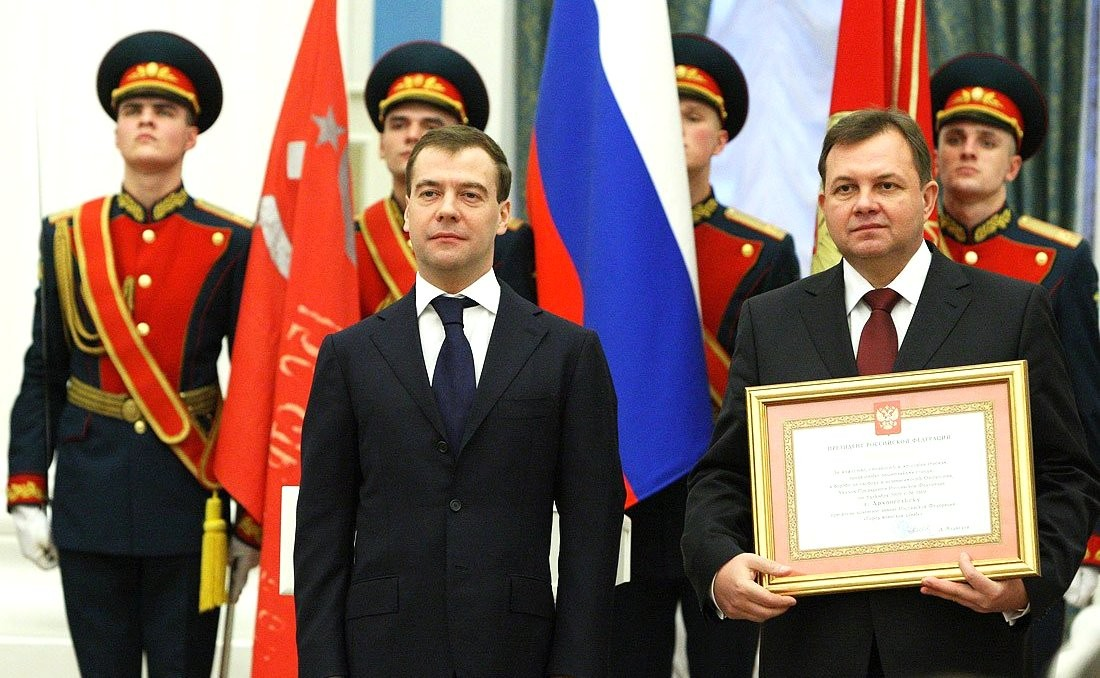
Utdelningsceremoni för Archangelsk, 12 januari 2010.

Militärt ärofylld stad (ryska: Город воинской славы, Gorod voinskoj slavy) är en rysk utmärkelse som tilldelas medborgarna i ryska städer som har visat hjältemod i "Det stora fosterländska kriget". Utmärkelsen, som 2010 har tilldelats 27 ryska städer, är lik hjältestad-utmärkelsen som delades ut under Sovjettiden. Ingen stad har tilldelats båda utmärkelserna.

## Militärt ärofyllda städer
- Archangelsk
- Belgorod
- Brjansk
- Dmitrov
- Jelets
- Jelnja
- Kalatj-na-Donu
- Kozelsk
- Kronstadt
- Kursk
- Luga
- Malgobek
- Naltjik
- Naro-Fominsk
- Novgorod
- Orjol
- Poljarnyj
- Pskov
- Rostov-na-Donu
- Rzjev
- Tuapse
- Velikije Luki
- Vjazma
- Vladikavkaz
- Volokolamsk
- Voronezj
- Viborg